# Apóstolos Sandas

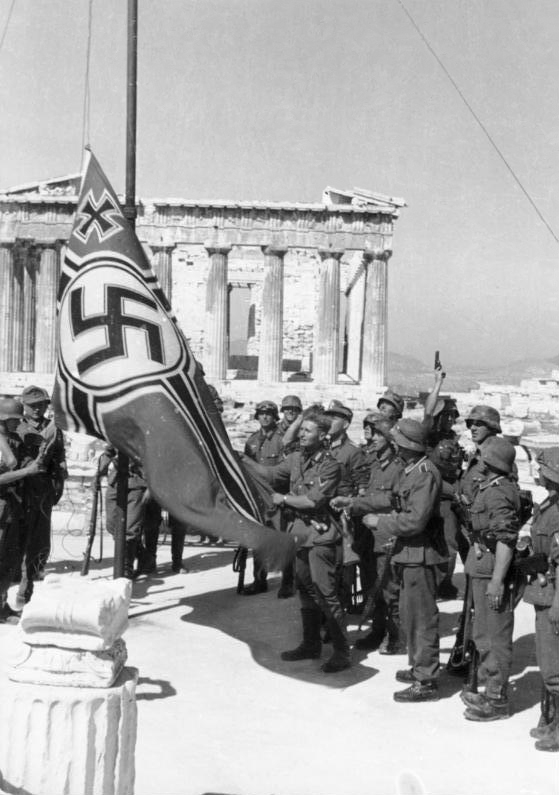
La bandera de guerra imperial nazi hissada a l'Acròpoli d'Atenes, l'abril de 1941.

Apóstolos Sandas (en grec: Απόστολος Σάντας), popularment conegut com a Lakis (grec: Λάκης), (Patres, 22 de febrer de 1922 - Atenes, 30 d'abril de 2011) va ser un activista polític grec, membre de la Resistència grega contra l'ocupació de les potències de l'Eix a Grècia durant la Segona Guerra Mundial. Una de les seves accions més destacades va ser la retirada de la bandera de guerra imperial nazi de l'Acròpoli d'Atenes, el 30 de maig de 1941, juntament amb Manolis Glezos.

## Trajectòria
Nascut el 22 de febrer de 1922 a Patres, les seves arrels familiars eren de l'illa jònica de Lèucada. El 1934 es va traslladar amb la seva família a Atenes. Va completar els seus estudis secundaris en aquesta ciutat i va ser acceptat a la Facultat de Dret de la Universitat d'Atenes, completant els seus estudis superiors després de l'alliberament del país de l'ocupació nazi el 1944. La nit del 30 de maig de 1941, ell i Manolis Glezos van pujar a l'Acròpoli d'Atenes i van despenjar la bandera nazi que hi havia des del 27 d'abril, quan les forces nazis havien entrat i ocupat la ciutat, deixant el pal de la bandera buit. Va ser un dels primers actes de resistència a Grècia i l'acte va servir com a mostra de la vulnerabilitat de les forces d'ocupació. Els alemanys van respondre condemnant a mort in absentia a Glezos i Sandas.
El 1942 es va incorporar al naixent Front d'Alliberament Nacional (EAM), i un any més tard a la guerrilla de l'Exèrcit Popular d'Alliberament Grec (ELAS), en la qual va participar de diverses batalles contra les tropes de l'Eix per tota la Grècia Central. Després de l'ocupació, a causa de les seva afiliació política d'esquerra, el 1946 va ser forçat a l'exili intern enviant-lo a Icària, el 1947 a Psitalia i, finalment, el 1948 a l'illa de Makrónisos. Va aconseguir fugir a Itàlia, d'on va anar al Canadà, on li van concedir l'asil polític. El 1962 va tornar a Grècia, on va passar la resta de la seva vida.
El 30 d'abril de 2011 va morir a Atenes, als 89 anys. Sandas va rebre nombrosos premis de diverses institucions de Grècia i d'altres països aliats. Un d'ells va ser la Medalla d'Argent que el president del Parlament Hel·lènic, Dimitris Sioufas, va atorgar l'any 2008 tant a Manolis Glezos com a ell. En el seu discurs elogiós, Sioufas va destacar: «Eliminar la bandera nazi és un acte d'esforç i un exemple de gent que lluita per la llibertat i la democràcia. […] Cap altra acció va aconseguir augmentar tant la moral del poble grec durant el període d'ocupació».

## Llegat

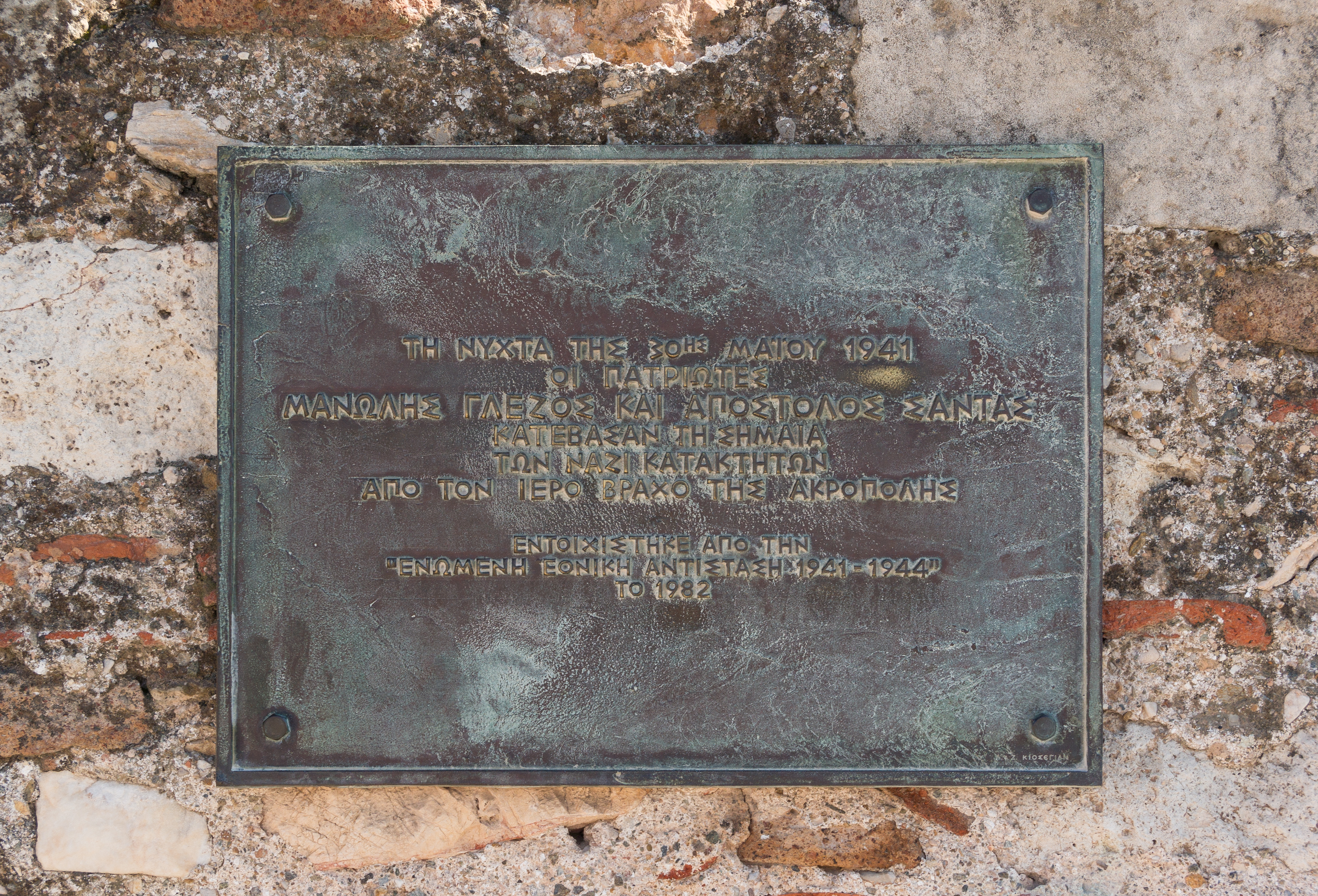
Placa de bronze a l'Acròpoli d'Atenes

A l'Acròpoli d'Atenes, una placa de bronze prop del pal de la bandera commemora la gesta de Glezos i Sandas l'any 1941. El text de la placa diu:
| « | Versió original en grec Τη νυχτα της 30ης μαιου 1941 κατεβασαν οι πατριωτες οανωλης γλεζος και αποστολος σαντας τη σαντας τη αστοριωτοναστονωτες οανωλης ΕΝΤΟΙΧΙΣΤΗΚΕ ΑΠΟ ΤΗ 'ΕΝΩΜΕΝΗ ΕΘΝΙΚΗ ΑΝΤΙΣΤΑΣΗ 1941 – 1944' ΤΟ.» 11982. | Versió traduïda al català La nit del 30 de maig de 1941, els patriotes Manolis Glezos i Apóstolos Sandas van arrencar la bandera dels ocupants nazis de la roca sagrada de l'Acròpoli. Col·locada per la «Resistència Nacional Unida 1941-1944» el 1982. | » |